# Edificio Comega
L'Edificio Comega è un grattacielo di Buenos Aires in Argentina.

## Storia
Il palazzo venne costruito tra il 1931 e il 1934 per conto della Compañía Mercantil y Ganadera S.A. (COMEGA). Il progetto è dell'ingegnere Alberto Stein e degli architetti Enrique Douillet e Alfredo Joselevich. Quando venne ultimato, rivaleggiava in altezza con il vicino Edificio SAFICO, alto 90 metri. Tuttavia, nel 1936 entrambi i palazzi vennero largamenti superati in altezza dall'Edificio Kavanagh.

## Descrizione
L'edificio presenta uno stile razionalista. Si erge per 85 metri e 22 piani fuori terra.
Il grattacielo è composto da due volumi laterali e da una torre centrale più alta.